# Silisili
Silisili je najviši vrh u Samoi i lancu otočja Samoa. Nalazi se u središtu planinskog lanca koji se proteže duž otoka Savai'i.
Planina Silisili uzdiže se na visinu od 1858 m. Riječ silisili znači najviši u odnosu na visinu, na samoanskom jeziku.
Savai'i je najveći štitasti vulkanski otok u južnom Pacifiku.

## Penjanje na vulkan
Planina Silisili popularno je mjesto za planinarenje otokom Savai'i, a do nje se može doći dvodnevnim povratnim izletom s vodičem.